# Người Toraja
Người Toraja là một nhóm dân tộc bản địa thiểu số cư trú ở vùng núi Nam Sulawesi, Indonesia.
Dân số người Toraja ước khoảng 1.100.000 người, trong đó 450.000 người sống ở vùng Tana Toraja (nghĩa chữ là "Đất của Toraja"). Hầu hết dân số là Kitô giáo, một số người khác là tính đồ Hồi giáo, và có một số khác theo tín ngưỡng vật linh mà ở địa phương được gọi là Aluk (nghĩa chữ là "Con đường").
Chính phủ Indonesia đã công nhận tín ngưỡng vật linh này là Aluk To Dolo (nghĩa là "Con đường của Tổ tiên").